# Endrick Felipe
Endrick Felipe Moreira de Sousa (* 21. července 2006 Taguatinga, Distrito Federal), známý jako Endrick Felipe nebo jednoduše Endrick, je brazilský profesionální fotbalista, který hrál na pozici útočníka za brazilský klub Sociedade Esportiva Palmeiras. V červenci roku 2024 přestoupil do španělského Realu Madrid. Zde hraje vedle fotbalových hvězd jako je Kylian Mbappé nebo Vinícius Júnior a Jude Bellingham.

## Klubová kariéra
Endrick se narodil v Brazílii a hrát fotbal začal ve čtyřech letech. Jeho otec Douglas Sousa zveřejnil synovy góly na YouTube a hledal zájemce mezi brazilskými velkokluby. Endrick slíbil, že se stane profesionálním fotbalistou, aby pomohl své rodině, protože jeho otec ho nedokázal uživit. Jeho otec byl nezaměstnaný, než dostal práci uklízeče v Palmeiras.

### Palmeiras
Poté, co málem podepsal smlouvu se São Paulem, se v 11 letech připojil k akademii Palmeiras. Během pěti let vstřelil za mládežnické týmy Palmeiras 165 gólů ve 169 zápasech, a upoutal tak pozornost mezinárodních médií a velkých evropských klubů.
Endrick v A-týmu debutoval 6. října 2022, a to jako náhradník při výhře 4:0 nad Coritibou v Sérii A. V 16 letech, dvou měsících a 16 dnech se stal nejmladším hráčem, který kdy nastoupil za Palmeiras. Své první dva góly vstřelil 25. října při výhře 3:1 nad Athleticem Paranaense, a stal se tak po Toninhovi de Matosovi druhým nejmladším střelcem v historii brazilské první ligy.Dne 7. prosince po remíze 1:1 s klubem Cruizeiro se stal mistrem Brazilské Serie A.

### Real Madrid
Dne 15. prosince 2022 bylo oznámeno, že Endrick v červenci 2024 přestoupí do Realu Madrid, jenž aktivuje výstupní doložku ve smlouvě. Endrick s královským velkoklubem podepsal smlouvu do roku 2027 s opcí na další tři sezony.

## Statistiky

### Klubové
K 10. listopadu 2022
| Klub      | Sezóna | Liga    | Liga   | Liga | Pohár  | Pohár | Kontinentální poháry | Kontinentální poháry | Celkem | Celkem |
| Klub      | Sezóna | Liga    | Zápasy | Góly | Zápasy | Góly  | Zápasy               | Góly                 | Zápasy | Góly   |
| --------- | ------ | ------- | ------ | ---- | ------ | ----- | -------------------- | -------------------- | ------ | ------ |
| Palmeiras | 2022   | Série A | 7      | 3    | —      | —     | —                    | —                    | 7      | 3      |
| Celkem    | Celkem | Celkem  | 7      | 3    | 0      | 0     | 0                    | 0                    | 7      | 3      |

## Ocenění

### Klubová

#### Palmeiras
- Campeonato Brasileiro Série A: 2022

### Individuální
- Nejlepší nováček Série A : 2022